# Chalmer-Ju
Chalmer-Ju (russisch Хальмер-Ю́) ist eine ehemalige Siedlung städtischen Typs in der Republik Komi (Russland). Mit Aufgabe des Ortes in den 1990er Jahren ist Chalmer-Ju zu einer Geisterstadt geworden.

## Geographie
Die Siedlung liegt im westlichen Vorland des Polarurals im äußersten Nordosten der Republik Komi. Vom Bergbauzentrum Workuta ist Chalmer-Ju etwa 60 Kilometer in nordöstlicher Richtung entfernt, von der Republikhauptstadt Syktywkar knapp 1000 Kilometer (Luftlinie).
Die Siedlung liegt im Bereich des Oberlaufes eines gleichnamigen Flusses, der zum Flusssystem der Kara gehört, des namensgebenden Zuflusses der Karasee.
Administrativ war der Ort, der zuletzt den Status einer Siedlung städtischen Typs besaß, der Verwaltung der Stadt Workuta unterstellt, zu der das Territorium auch heute noch gehört. Die Ortschaft bestand aus zwei etwa 2,5 Kilometer voneinander entfernten Teilen, dem Ortszentrum und Wohngebiet im Westen und der weiter östlich gelegenen Siedlung um die Kohleschächte.

## Geschichte
Die Geschichte des Ortes begann mit der Erkundung der Steinkohlevorkommen um Workuta während des Großen Vaterländischen Krieges Anfang der 1940er Jahre. Wirtschaftlich nutzbare Kohlevorkommen im Gebiet von Chalmer-Ju wurden im Sommer 1942 entdeckt. 1943 entstand eine Siedlung, die zum Herbst des Jahres bereits 250 Einwohner hatte. Ihren Namen erhielt die Ortschaft von der Bezeichnung des Flusses, die im Nenzischen „Fluss im Tal der Toten“ oder einfach „Toter Fluss“ bedeutet.
Mit dem Bau eines Steinkohlebergwerk wurde jedoch erst 1951 begonnen. Seine Produktion nahm es 1957 auf, ein zweites 1958. Die Petschora-Eisenbahn Konoscha – Kotlas – Workuta wurde in den Jahren bis 1954 nach Chalmer-Ju verlängert und erreichte dort ihren nördlichsten Punkt. Am 4. Oktober 1954 erhielt Chalmer-Ju den Status einer Siedlung städtischen Typs. Um 1960 erreichte der Ort seine höchste Bevölkerungszahl.
Unter den Bedingungen der Wirtschaftskrise und der Änderung der Eigentumsverhältnisse nach dem Zerfall der Sowjetunion wurde die Förderung der unrentablen Kohlemine nach 1990 erheblich zurückgefahren. Am 25. Dezember 1993 beschloss die Regierung der Russischen Föderation ihre  Anordnung Nr. 1351 „Zu Liquidierung des Schachtes Chalmer-Ju der Produktionsvereinigung „Workutaugol“ und Maßnahmen des sozialen Schutzes der Bevölkerung der Siedlung Chalmer-Ju der Republik Komi“. Die Maßnahmen sollten bis zum Herbst 1995 abgeschlossen werden, die Einwohner sollten Ersatzwohnungen in Workuta und Entschädigungen bzw. finanzielle Hilfen erhalten. Da viele Bewohner den Versprechungen der Staatsmacht nicht glaubten, widersetzten sie sich der Umsiedlung, die dann erst 1996, teils unter Gewaltanwendung durch OMON-Kräfte umgesetzt wurde. Die Bahnstrecke Workuta – Chalmer-Ju wurde stillgelegt.
Seither werden die ehemalige Siedlung und das umliegende Gebiet von den Russischen Streitkräften als Übungsgelände mit der (inoffiziellen) Bezeichnung Pemboi (Пембой, auch Pem-Boi, nach einem gut 15 Kilometer nördlich gelegenen, 421 Meter hohen Hügel) genutzt. Es geriet im August 2005 in die Schlagzeilen, nachdem dort der russische Präsident Wladimir Putin an Übungen der Strategischen Fernfliegerkräfte teilgenommen hatte. Dabei befand er sich an Bord eines Überschallbombers Tupolew Tu-160, der drei Marschflugkörper auf das frühere Kulturhaus der Siedlung Chalmer-Ju abfeuerte.

### Einwohnerentwicklung
| Jahr | Einwohner |
| ---- | --------- |
| 1959 | 7122      |
| 1970 | 4509      |
| 1979 | 4328      |
| 1989 | 4389      |
| 1996 | 0         |

Anmerkung: Volkszählungsdaten